# Bronson (Florida)
Bronson ist eine Stadt und zudem der County Seat des Levy County im US-Bundesstaat Florida. Das U.S. Census Bureau hat bei der Volkszählung 2020 eine Einwohnerzahl von 1.140 ermittelt.

## Geographie
Bronson liegt etwa 120 Kilometer südwestlich von Jacksonville.

## Geschichte
Der Ort wurde ab 1839 dauerhaft besiedelt. Das Eisenbahnzeitalter in Bronson begann 1861, kurz vor Ausbruch des Sezessionskrieges. In diesem Jahr wurde die Bahnstrecke der Florida Railroad aus Richtung Fernandina über Bronson nach Cedar Key fertiggestellt. 1932 wurde der Abschnitt zwischen Archer und Cedar Key stillgelegt.

## Demographische Daten
Laut der Volkszählung 2010 verteilten sich die damaligen 1113 Einwohner auf 496 Haushalte. Die Bevölkerungsdichte lag bei 103,1 Einw./km². 67,6 % der Bevölkerung bezeichneten sich als Weiße, 25,6 % als Afroamerikaner, 0,4 % als Indianer und 0,3 % als Asian Americans. 3,1 % gaben die Angehörigkeit zu einer anderen Ethnie und 3,1 % zu mehreren Ethnien an. 8,2 % der Bevölkerung bestand aus Hispanics oder Latinos.
Im Jahr 2010 lebten in 36,8 % aller Haushalte Kinder unter 18 Jahren sowie 26,7 % aller Haushalte Personen mit mindestens 65 Jahren. 71,7 % der Haushalte waren Familienhaushalte (bestehend aus verheirateten Paaren mit oder ohne Nachkommen bzw. einem Elternteil mit Nachkomme). Die durchschnittliche Größe eines Haushalts lag bei 2,60 Personen und die durchschnittliche Familiengröße bei 3,01 Personen.
29,9 % der Bevölkerung waren jünger als 20 Jahre, 23,5 % waren 20 bis 39 Jahre alt, 25,8 % waren 40 bis 59 Jahre alt und 20,9 % waren mindestens 60 Jahre alt. Das mittlere Alter betrug 37 Jahre. 47,2 % der Bevölkerung waren männlich und 52,8 % weiblich.
Das durchschnittliche Jahreseinkommen lag bei 36.389 $, dabei lebten 26,3 % der Bevölkerung unter der Armutsgrenze.
Im Jahr 2000 war Englisch die Muttersprache von 93,20 % der Bevölkerung und spanisch sprachen 6,80 %.

## Verkehr
Bronson wird vom U.S. Highway 27 Alternate (SR 500) sowie der Florida State Road 24 durchquert. Der nächste Flughafen ist der Gainesville Regional Airport (etwa 45 km nordöstlich).